# Villa des Sizerins
La villa des Sizerins est une voie du 19e arrondissement de Paris, en France.

## Situation et accès
La villa des Sizerins est une voie privée située dans le 19e arrondissement de Paris. Elle débute au 12, rue David-d'Angers et se termine en impasse.

## Origine du nom

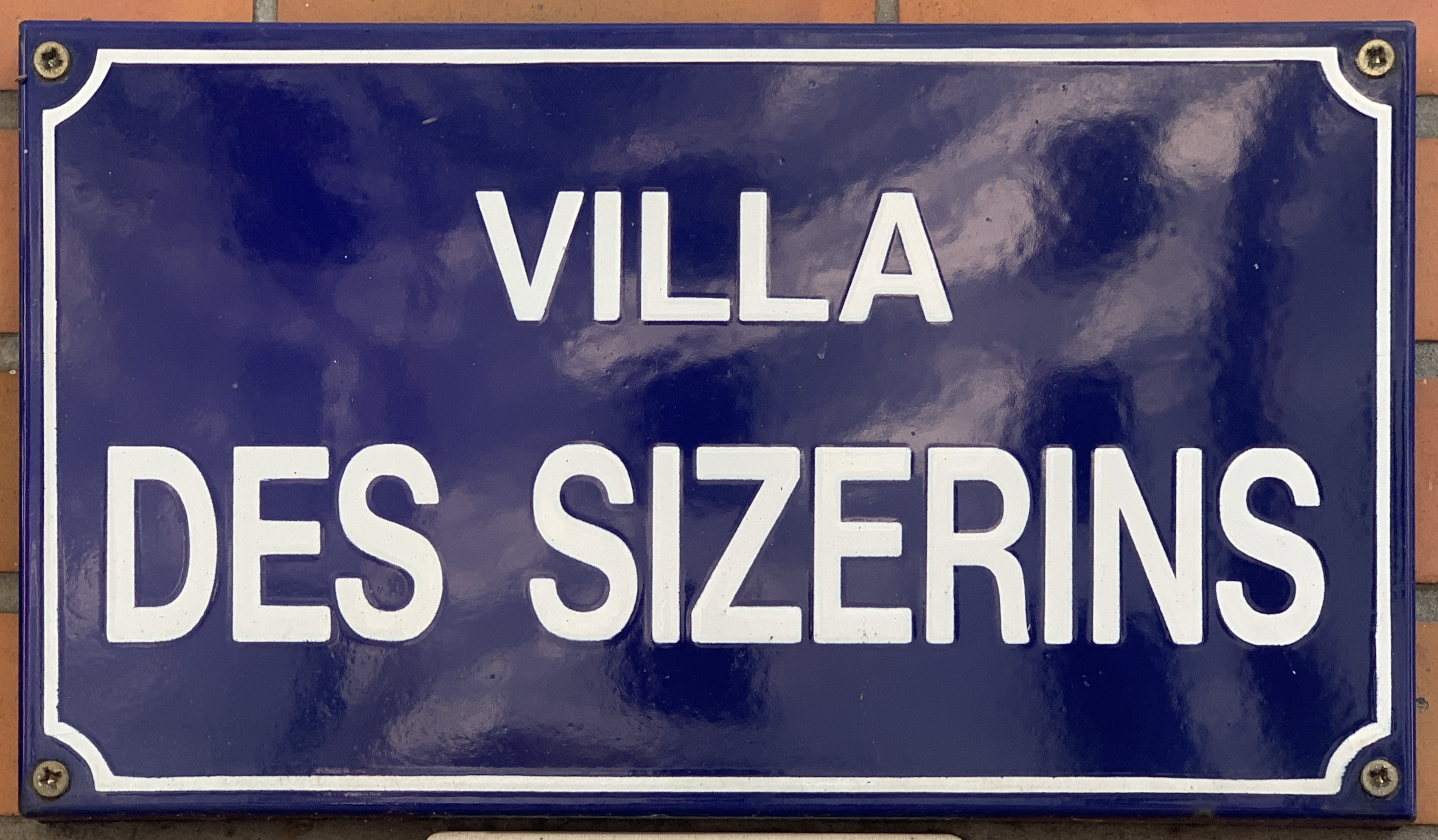
Plaque de la voie.

Elle porte le nom du sizerin, un oiseau.

## Historique
Cette voie prend sa dénomination actuelle par un arrêté municipal du 13 septembre 1996.